# Clos du Doubs
Clos du Doubs (toponimo francese) è un comune svizzero di 1 286 abitanti del Canton Giura, nel distretto di Porrentruy.

## Storia
Il comune di Clos du Doubs è stato istituito il 1º gennaio 2009 con la fusione dei comuni soppressi di Epauvillers (fino ad allora nel distretto delle Franches-Montagnes), Epiquerez (fino ad allora nel distretto delle Franches-Montagnes), Montenol, Montmelon, Ocourt, Saint-Ursanne e Seleute; capoluogo comunale è Saint-Ursanne.

## Società

### Evoluzione demografica
L'evoluzione demografica è riportata nella seguente tabella:
Abitanti censiti

## Geografia antropica

### Frazioni
Le frazioni di Clos du Doubs sono:
- Epauvillers[4]
- Epiquerez[5]
  - Chervillers
  - Essertfallon
- Montenol[6]
- Montmelon[7]
  - Montmelon-Dessous
  - Montmelon-Dessus
  - Outremont
  - Ravines
  - Sur-la-Croix
- Ocourt[8]
  - La Motte
  - Monturban
  - Montvoie[9]
- Saint-Ursanne[10]
- Seleute[11]
  - La Cernie Dessous
  - La Cernie Dessus
  - Monnat

## Infrastrutture e trasporti

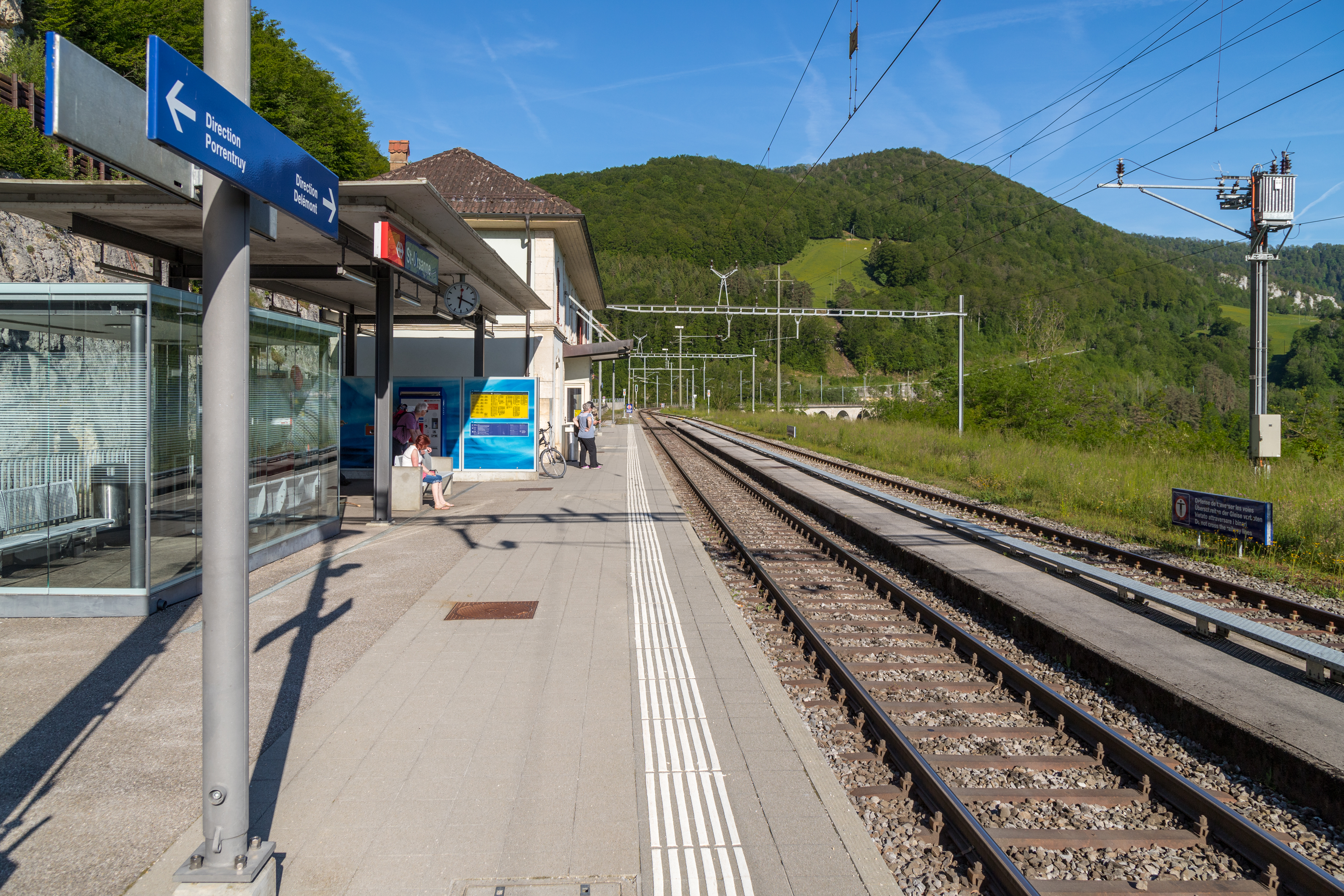
La stazione di Saint-Ursanne

Clos du Doubs è servito dalla stazione di Saint-Ursanne sulla ferrovia Delémont-Delle.

## Amministrazione
Comune politico e comune patriziale sono uniti nella forma del commune mixte.